# Famille Brejon
La famille Brejon est une ancienne famille bourgeoise de Saintonge. Elle donna des avocats et des conseillers au présidial de Saintes. Elle donna plusieurs branches. Une branche subsistante fut autorisée en 1943 à ajouter de Lavergnée au nom Brejon.

## Histoire
La famille Brejon est originaire du village des Épeaux en Saintonge.
Gustave Chaix d'Est-Ange écrit en 1908 que la famille Brejon est une des plus anciennes familles de la bourgeoisie de Saintonge. Ses membres occupèrent dès le milieu du XVIe siècle des offices juridiques. Elle a fourni des avocats et des conseillers au présidial de Saintes.
Elle divisa en plusieurs branches dont les deux principales sont Brejon « de la Martinière » (éteinte) et Brejon « de la Vergnée » (subsistante).

### Branche Brejon-Lamartinière
Olivier Drault dans ses Généalogies protestantes donne la filiation suivante de cette branche éteinte au XIXe siècle :
- Jean Brejon, notaire royal aux Épeaux en 1545, marié à Marie Vrignauld
  - Paul Brejon, notaire royal et greffier de la commanderie des Épeaux,  commissaire aux tailles de la paroisse de Meursac, marié en 1598 à Marie Geoffroy et en 1623 avec Marie Chaban. Encore vivant en 1633, il laisse 4 enfants survivants de son premier mariage.
    - Paul Brejon, marchand tanneur (†1685)
    - Marie Brejon († avant 1680), mariée avant 1631 à Pierre Raoul, marchand tanneur
    - Anne Brejon († 1657), mariée en 1633 à Jean Favre, notaire royal
    - Jeanne Brejon († avant 1633)
    - Jean Brejon, sieur des Vergnées, notaire royal à Meursac et juge sénéchal de la commanderie des Épeaux. Marié vers 1630 à Marguerite Raoul, ils eurent 10 enfants dont :
      - Jean Brejon, († 1703 à 60 ans), sieur des Brandes, avocat au présidial, marié à Sarah Gaultier puis à Marie Nau.
        - (du premier mariage) Paul Brejon († 1770), sieur des Brandes, avocat au présidial de Saintes, marié en 1716 à Catherine Moré, il eut 3 enfants, deux mort enfants et une fille.
        - (du 2e mariage) Samuel Alexandre Brejon-Lamartinière († 1747), avocat au parlement, marié en 1719 à Jeanne Ardouin, ils eurent 5 enfants dont Samuel Alexandre.
          - Samuel Alexandre Brejon-Lamartinière (1723-1804), il achète en 1750 l'office de conseiller du roi et son premier avocat au présidial de Saintes et en 1769 la seigneurie du Petit-Lauron.Il est nommé en 1790 commissaire du roi auprès du tribunal du district de Saintes. Marié à sa cousine Marie Anne Catherine Brejon, il en a 8 enfants. Remarié en 1762 à Catherine Rose Garnier, il en a une descendance nombreuse dont :
            - François Brejon-Lamartinière (1758-1818), garde du corps du roi puis capitaine de cavalerie, maire de Soulignonne. Marié à Marguerite Brejon sa cousine puis à Jeanne Estelle Gabrielle Bergerat. Dont:
              - Armand Jean-Baptiste Brejon-Lamartinière (1808-1852)[3], marié en 1845 à Marie-Madeleine Tercinier dont une fille.

### Branche  Brejon de Lavergnée
Fernand Mathieu Raoul Alphonse Brejon né le 19 novembre 1884 à Rochefort, avocat, fut autorisé par jugement du 26 février 1943 du tribunal de grande instance de Saintes à  ajouter au nom Brejon celui de Lavergnée.
La Revue de Saintonge et d'Aunis de 1906 donne la filiation suivante de cette branche:  
- Isaac Brejon, dit La Vergnée († avant 1715), marié à Judith Fauchereau, dont entre autres :
  - Isaac II Brejon marié en 1720 à Suzanne Blanc, dont entre autres :
    - Mathieu Brejon (1721-1780), greffier, marié en 1751 à  Thérèse-Rosalie Charrier dont entre autres :
      - Mathieu Gabriel Brejon (1753-1830), juge à Saintes, marié en 1782 à Anne-Elisabeth Prouteau dont :
        - Laurent-Germain Brejon ( † 1821), juge à Saintes, marié à Caroline Rondeau, dont une fille.
        - Mathieu Elisabeth Brejon (1794-1857), avocat, marié à Eugénie (ou Madeleine) Lévesquot dont :
          - Gustave Brejon (1823), marié en 1852 à Alphonsine Gaillard, dont entre autres :
            - Fernand Brejon (1854-1884), marié en 1881 à Laure Bona-Christave, médecin de marine dont une fille et un fils :
              - Fernand Mathieu Raoul Alphonse Brejon de Lavergnée (1884-1958), avocat près la cour d'appel de Poitiers, bâtonnier de l'ordre des avocats de Saintes (1898), marié le 9 septembre 1908 à Potiers avec Henriette Decharme[4] dont :
                - Jacques Brejon de Lavergnée, né le 11 mai 1911 à Saintes, universitaire, marié à Monique Perquis[6] :
                  - Arnauld Brejon de Lavergnée, né le 25 mai 1945 à Rennes, historien de l'art et conservateur de musée.

            - Henri Brejon (1858), inspecteur des contributions, marié en 1887 à Odette Deforge.

          - Ernest Brejon (1828-1867), docteur en médecine, marié à Gabrielle Clavier dont une fille et un fils :
            - Eugène Brejon, avocat près la cour d'appel de Bordeaux, ancien bâtonnier, marié à Claire Passemard

## Armes
Isaac Brejon, marchand à Mursat et les Espaux, fit enregistrer les armoiries suivantes à l'Armorial général de 1696 (registre de Saintes) :  de sable à un sautoir d'argent accompagné de quatre molettes du même.

## Pour approfondir